# Skelethon
Skelethon è il sesto album in studio del rapper statunitense Aesop Rock, pubblicato nel 2012.

## Tracce
1. Leisureforce (feat. Allyson Baker & Hanni El Khatib) – 4:43
2. ZZZ Top (feat. Allyson Baker) – 4:15
3. Cycles to Gehenna – 4:00
4. Zero Dark Thirty (feat. Rob Sonic) – 3:21
5. Fryerstarter – 3:28
6. Ruby '81 – 2:33
7. Crows 1 (feat. Kimya Dawson) – 4:19
8. Crows 2 (feat. Rob Sonic) – 2:30
9. Racing Stripes (feat. Kimya Dawson) – 3:23
10. 1,000 O'Clock – 3:58
11. Homemade Mummy (feat. Rob Sonic) – 2:46
12. Grace (feat. Hanni El Khatib) – 3:38
13. Saturn Missiles – 3:37
14. Tetra – 4:41
15. Gopher Guts – 3:58